# Brachycaulos
Brachycaulos simplicifolius là một loài của thực vật có hoa trong họ Hoa hồng. Nó là loài đặc hữu của dãy Himalaya.